# キャシー・モリアーティ
キャシー・モリアーティ （1960年11月29日 - 、本名：Cathy Moriarty-Gentile）は、アメリカのニューヨーク州ブロンクス出身の女優。『レイジング・ブル』で第53回アカデミー助演女優賞にノミネートされた。

## 人物
カーミン・D・アナと1981年に結婚するが、1988年に離婚した。
1999年8月28日からジョセフ・ジェンティーレと結婚、3人の子供たちがいる。双子（キャサリンパトリシアとジョセフジョン）は2000年に生まれた。3人目の子供（アナベラローズ）は、ニューヨークで2001年11月15日木曜日に生まれた。

## 出演映画
- アポロ11を追いかけて (1994年)
- ウィズ・ユー (1997年)
- 彼と彼女の第2章 (1995年)
- キャスパー (1995年)
- キャスパー マジカル・ウェンディ (1998年)
- キンダガートン・コップ (1990年)
- クレイジー・イン・アラバマ (1999年)
- グロリア (1999年)
- コップランド (1997年)
- 知ったことか! (1997年)
- ソープディッシュ (1991年)
- ネイバーズ (1981年)
- 張り込みプラス (1993年)
- パンクス (1999年)
- ヒューゴ・プール (1996年)
- ベティ・ルーは犯罪者? (1992年)
- ホワイト・アイズ/隠れた狂気 (1986年)
- マチネー/土曜の午後はキッスで始まる (1993年)
- マンボ・キングス/わが心のマリア (1992年)
- レイジング・ブル (1980年)
- レッドチーム (1999年)
- Go!Go!チアーズ (1999年)

### 出演テレビドラマ
- CITY ON A HILL/罪におぼれた街 City on a Hill (2019年)